# Finał Grand Prix w łyżwiarstwie figurowym 2011/2012
Finał Grand Prix w łyżwiarstwie figurowym 2011/2012 – siódme, a zarazem ostatnie w kolejności zawody łyżwiarstwa figurowego z cyklu Grand Prix 2011/2012 do których zakwalifikowało się 6 najlepszych zawodników/par, które zgromadziły najwięcej punktów w sześciu poprzednich zawodach GP. Zawody odbywały się równolegle z Finałem Junior Grand Prix w łyżwiarstwie figurowym 2011/2012, czyli ósmymi zawodami podsumowującymi cykl Junior Grand Prix 2011/2012 do których zakwalifikowało się 6 najlepszych zawodników/par, które zgromadziły najwięcej punktów w siedmiu poprzednich zawodach JGP. Zawody rozgrywano od 8 do 11 grudnia 2011 roku w hali Pavillon de la Jeunesse w Quebecu.
Wśród solistów triumfował Kanadyjczyk Patrick Chan. W konkurencji solistek zwyciężyła Włoszka Carolina Kostner. W konkurencji par sportowych złoty medal zdobyli reprezentanci Niemiec Alona Sawczenko i Robin Szolkowy. W rywalizacji par tanecznych zwyciężyła para amerykańska Meryl Davis i Charlie White.
W kategorii juniorów wśród solistów zwycięstwo odniósł Amerykanin Jason Brown, zaś w konkurencji solistek Rosjanka Julija Lipnicka. W parach sportowych w kategorii juniorów triumfowali Chińczycy Sui Wenjing i Han Cong. Z kolei w juniorskich parach tanecznych złoty medal zdobyli Rosjanie Wiktorija Sinicyna i Rusłan Żyganszyn.

## Wyniki

### Kategoria seniorów

#### Soliści (S)

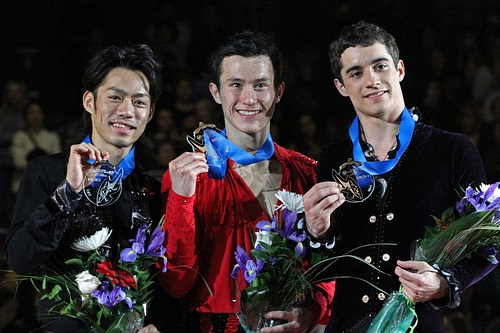
Medaliści w konkurencji solistów seniorów, od lewej Takahashi (JPN), Chan (CAN), Fernández (ESP)

| Poz. | Zawodnik          | Nota łączna | SP    | SP | FS     | FS |
| ---- | ----------------- | ----------- | ----- | -- | ------ | -- |
| 1    | Patrick Chan      | 260,30      | 86,63 | 1  | 173,67 | 1  |
| 2    | Daisuke Takahashi | 249,12      | 76,49 | 5  | 172,63 | 2  |
| 3    | Javier Fernández  | 247,55      | 81,26 | 3  | 166,29 | 4  |
| 4    | Yuzuru Hanyū      | 245,82      | 79,33 | 4  | 166,49 | 3  |
| 5    | Jeremy Abbott     | 238,82      | 82,66 | 2  | 156,16 | 5  |
| 6    | Michal Březina    | 218,98      | 75,26 | 6  | 143,72 | 6  |

#### Solistki (S)

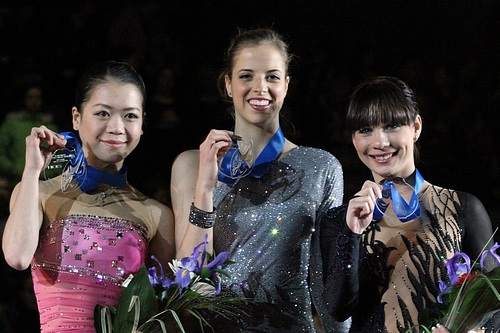
Medalistki w konkurencji solistek seniorek, od lewej Suzuki (JPN), Kostner (ITA), Leonowa (RUS)

| Poz. | Zawodniczka              | Nota łączna | SP    | SP  | FS     | FS  |
| ---- | ------------------------ | ----------- | ----- | --- | ------ | --- |
| 1    | Carolina Kostner         | 187,48      | 66,43 | 1   | 121,05 | 1   |
| 2    | Akiko Suzuki             | 179,76      | 61,30 | 2   | 118,46 | 3   |
| 3    | Alona Leonowa            | 176,42      | 60,46 | 3   | 115,96 | 4   |
| 4    | Jelizawieta Tuktamyszewa | 174,51      | 54,99 | 5   | 119,52 | 2   |
| 5    | Alissa Czisny            | 156,97      | 60,30 | 4   | 96,67  | 5   |
| WD   | Mao Asada                | DNS         | DNS   | DNS | DNS    | DNS |

#### Pary sportowe (S)

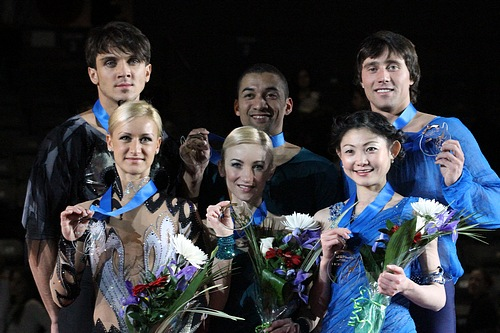
Medaliści w parach sportowych seniorów, od lewej Wołosożar / Trańkow (RUS), Sawczenko / Szolkowy (GER), Kawaguchi / Smirnow (RUS)

| Poz. | Zawodnicy                          | Nota łączna | SP    | SP | FS     | FS |
| ---- | ---------------------------------- | ----------- | ----- | -- | ------ | -- |
| 1    | Alona Sawczenko / Robin Szolkowy   | 142,44      | 69,82 | 2  | 212,26 | 1  |
| 2    | Tetiana Wołosożar / Maksim Trańkow | 212,08      | 71,57 | 1  | 140,51 | 2  |
| 3    | Yūko Kawaguchi / Aleksandr Smirnow | 187,77      | 61,37 | 4  | 126,40 | 3  |
| 4    | Zhang Dan / Zhang Hao              | 182,54      | 63,43 | 3  | 119,11 | 4  |
| 5    | Meagan Duhamel / Eric Radford      | 170,43      | 61,04 | 5  | 109,39 | 5  |
| 6    | Narumi Takahashi / Mervin Tran     | 164,42      | 59,54 | 6  | 104,88 | 6  |

#### Pary taneczne (S)

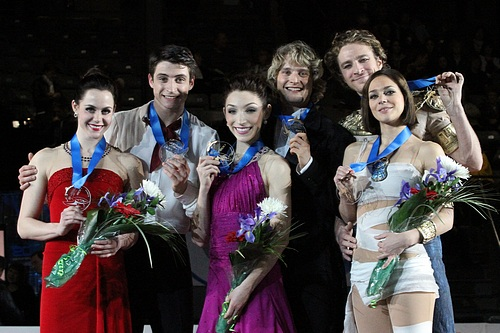
Medaliści w parach tanecznych seniorów, od lewej Virtue / Moir (CAN), Davis / White (USA), Péchalat / Bourzat (FRA)

| Poz. | Zawodnicy                              | Nota łączna | SD    | SD | FD     | FD |
| ---- | -------------------------------------- | ----------- | ----- | -- | ------ | -- |
| 1    | Meryl Davis / Charlie White            | 188,55      | 76,17 | 1  | 112,38 | 1  |
| 2    | Tessa Virtue / Scott Moir              | 183,34      | 71,01 | 2  | 112,33 | 2  |
| 3    | Nathalie Péchalat / Fabian Bourzat     | 169,69      | 68,68 | 3  | 101,01 | 3  |
| 4    | Kaitlyn Weaver / Andrew Poje           | 166,07      | 66,24 | 4  | 99,83  | 4  |
| 5    | Maia Shibutani / Alex Shibutani        | 160,55      | 65,53 | 5  | 95,02  | 5  |
| 6    | Jekatierina Bobrowa / Dmitrij Sołowjow | 157,30      | 64,05 | 6  | 93,25  | 6  |

### Kategoria juniorów

#### Soliści (J)

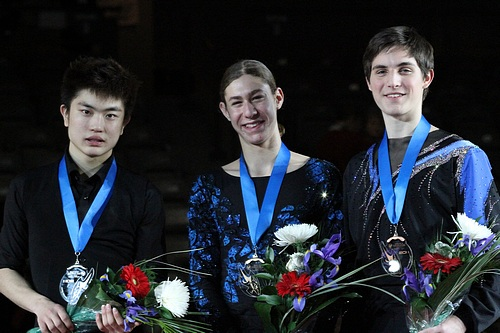
Medaliści w konkurencji solistów juniorów, od lewej Yan (CHN), Brown (USA), Farris (USA)

| Poz. | Zawodnik      | Nota łączna | SP    | SP | FS     | FS |
| ---- | ------------- | ----------- | ----- | -- | ------ | -- |
| 1    | Jason Brown   | 208,41      | 68,77 | 2  | 139,64 | 2  |
| 2    | Yan Han       | 205,93      | 64,23 | 3  | 141,70 | 1  |
| 3    | Joshua Farris | 203,98      | 72,99 | 1  | 130,99 | 3  |
| 4    | Maksim Kowtun | 193,76      | 63,68 | 4  | 130,08 | 4  |
| 5    | Ryūju Hino    | 172,75      | 60,12 | 5  | 112,63 | 6  |
| 6    | Keiji Tanaka  | 171,14      | 58,15 | 6  | 112,99 | 5  |

#### Solistki (J)

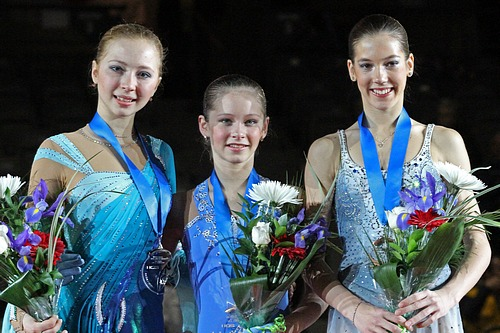
Medalistki w konkurencji solistek juniorek, od lewej Szelepień (RUS), Lipnicka (RUS), Korobiejnikowa (RUS)

| Poz. | Zawodniczka           | Nota łączna | SP    | SP | FS     | FS |
| ---- | --------------------- | ----------- | ----- | -- | ------ | -- |
| 1    | Julija Lipnicka       | 179,73      | 59,98 | 1  | 119,75 | 1  |
| 2    | Polina Szelepień      | 162,34      | 54,99 | 2  | 107,35 | 2  |
| 3    | Polina Korobiejnikowa | 151,18      | 45,24 | 5  | 105,94 | 3  |
| 4    | Li Zijun              | 146,53      | 43,10 | 6  | 103,43 | 4  |
| 5    | Vanessa Lam           | 145,62      | 54,34 | 3  | 91,28  | 5  |
| 6    | Risa Shoji            | 134,35      | 51,53 | 4  | 82,82  | 6  |

#### Pary sportowe (J)

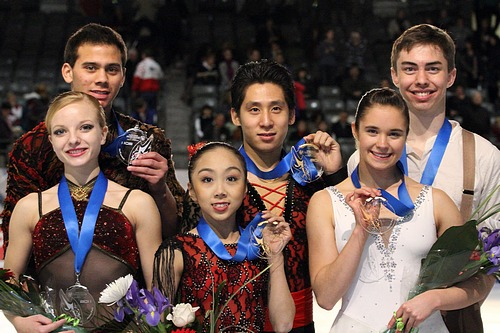
Medaliści w parach sportowych juniorów, od lewej Bobak / Beharry (CAN), Sui / Han (CHN), Simpson / Blackmer (USA)

| Poz. | Zawodnicy                                 | Nota łączna | SP    | SP | FS     | FS |
| ---- | ----------------------------------------- | ----------- | ----- | -- | ------ | -- |
| 1    | Sui Wenjing / Han Cong                    | 160,43      | 57,43 | 1  | 103,00 | 1  |
| 2    | Katherine Bobak / Ian Beharry             | 152,65      | 52,77 | 2  | 99,88  | 2  |
| 3    | Britney Simpson / Matthew Blackmer        | 146,35      | 50,91 | 3  | 95,44  | 5  |
| 4    | Jekatierina Pietajkina / Maksim Kurdiukow | 146,17      | 48,75 | 4  | 97,42  | 4  |
| 5    | Yu Xiaoyu / Jin Yang                      | 144,71      | 46,83 | 5  | 97,88  | 3  |
| 6    | Tatjana Tudwasiewa / Siergiej Lisjew      | 133,79      | 45,47 | 6  | 88,32  | 6  |

#### Pary taneczne (J)

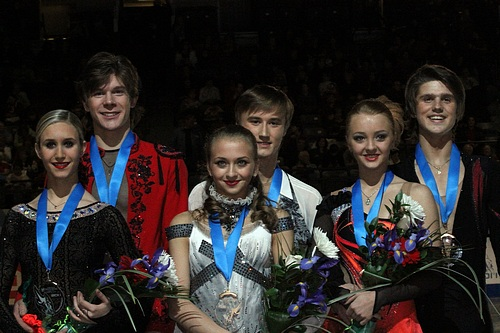
Medaliści w parach tanecznych juniorów, od lewej Janowska / Mozgow (RUS), Sinicyna / Żyganszyn (RUS), Stiepanowa / Bukin (RUS)

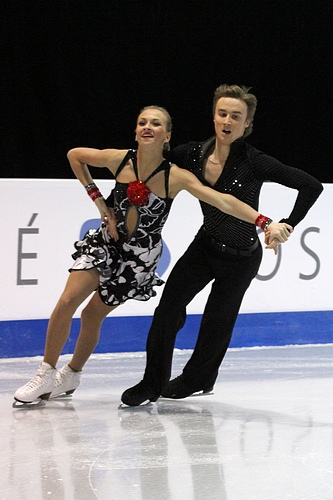
Zwycięzcy w parach tanecznych juniorów Wiktorija Sinicyna / Rusłan Żyganszyn (RUS)

| Poz. | Zawodnicy                             | Nota łączna | SD     | SD  | FD    | FD  |
| ---- | ------------------------------------- | ----------- | ------ | --- | ----- | --- |
| 1    | Wiktorija Sinicyna / Rusłan Żyganszyn | 147,53      | 60,47  | 1   | 87,06 | 1   |
| 2    | Anna Janowska / Siergiej Mozgow       | 136,61      | 56,22  | 2   | 80,39 | 3   |
| 3    | Aleksandra Stiepanowa / Iwan Bukin    | 135,17      | 52,48  | 4   | 82,69 | 2   |
| 4    | Alexandra Aldridge / Daniel Eaton     | 129,01      | 51,59  | 5   | 77,42 | 4   |
| 5    | Marija Nosula / Jewhen Chołoniuk      | 113,79      | 113,79 | 3   | 59,84 | 5   |
| DSQ  | Anastasija Hałeta / Ołeksij Szumski   | 115,17      | 50,13  | DSQ | 65,04 | DSQ |